# MAC spoofing
MAC spoofing (podvržení MAC adresy) je v informatice záměrná změna linkové adresy přiřazené síťovému rozhraní. Změnou MAC adresy může uživatel získat neoprávněný nebo maskovaný přístup k počítačové síti tím, že se vydává za jiný počítač.

## Charakteristika
V počítačové síti slouží ke komunikaci mezi počítači síťové karty. V Ethernetové síti má každá síťová karta svoji jedinečnou MAC adresu délky 6 oktetů (tj. šest bajtů). První polovina MAC adresy slouží k identifikaci výrobce síťové karty a druhá polovina pak karty odlišuje. Pro správnou funkci by v jedné podsíti neměly být dvě síťové karty se stejnou MAC adresou, protože je pak od sebe nelze odlišit. Síťové karty totiž nerozumí jiným identifikátorům, než jsou právě MAC adresy. IP adresy jsou používány na vyšší (síťové vrstvě) a síťové karty s nimi pracovat neumí.
Z praktických důvodů umožňuje výrobce MAC adresu síťové karty jednoduše změnit pomocí speciálního pokynu pomocí ovladače zařízení. V některých případech není tato vlastnost z rozhodnutí dodavatele ovladače (nebo operačního systému) dostupná, avšak vhodným zásahem ji lze zpřístupnit (výměna ovladače, změna v software operačního systému) a následně MAC adresu jednoduše změnit.

## Využití
Změna přidělené MAC adresy umožňuje obejít access control list na serverech nebo routerech, schovat počítač v síti nebo umožnit mu vydávat se za jiné síťové zařízení. MAC spoofing se dělá jak z legitimních důvodů, tak se špatným úmyslem.

### Nový hardware pro existujícího providera
Většinou si poskytovatel internetového připojení registruje klientovu MAC adresu kvůli službám a vyúčtování služeb. Jelikož jsou MAC adresy jedinečné a napevno nastavené na síťové kartě, když si chce klient připojit nové zařízení nebo změnit existující, ISP zjistí jinou MAC adresu a těmto zařízením nemusí povolit přístup k Internetu. Toto se dá jednoduše obejít pomocí MAC spoofingu. Klient musí pouze změnit spoofnout MAC adresu nového zařízení na MAC adresu původního zařízení, které bylo registrováno u poskytovatele. V tomto případě, klient spoofnul svoji MAC adresu, za účelem získání přístupu k Internetu na více zařízeních. I když se může zdát tento případ legitimní, spoofovaní MAC adresy u nových zařízení může být považováno za nelegální, pokud ISP uvedl v podmínkách pro uživatele poskytnutí připojení pouze pro jedno zařízení. Navíc klient není jediná osoba, která může spoofnout svoji MAC adresu, aby získala přístup k Internetu. Hackeři (správně Crackeři) mohou získat neautorizovaný přístup přístup k ISP stejným způsobem. Toto dovoluje crackerům získat přístup k neautorizovaným službám a navíc budou těžko identifikovatelní, jelikož použili identitu klienta. Tato činnost je považována za nelegitimní použití MAC spoofingu a je nezákonná. Nicméně je velmi těžké dohledat crackera využívajícího MAC spoofing.

### Naplnění požadavků software
Některý software může být nainstalován a spuštěn pouze na systémech s předem definovanou MAC adresou, pokud tak je uvedeno v softwarové End User License Agreement, a uživatelé musí souhlasit s těmito požadavky, aby mohli software používat. Pokud musí uživatel nainstalovat jiný hardware kvůli selhání původního nebo při problémech se síťovou kartou, tak tento software nerozpozná nový hardware. Tento problém se dá vyřešit MAC spoofingem. Uživatel musí pouze spoofnout novou MAC adresu tak, aby napodobila MAC adresu, která byla u softwaru registrována. Tato činnost se dá těžko definovat jako nelegální nebo legální důvod pro MAC spoofing. Problémy mohou nastat pokud se uživatel rozhodne software používat na více zařízeních najednou. Uživatel může zároveň získat přístup k softwaru, ke kterému si nezajistil licenci. Kontaktování dodavatele softwaru je nejlepší postup, pokud nastane chyba s hardwarem zabraňující přístup k softwaru. Některý software může používat filtrování MAC adres, aby zabránil neautorizovanému přístupu k určitým sítím, které tento software využívá. V takovém případě je MAC spoofing považován za vážnou nelegální činnost a uživatel může být legálně potrestán.

### Maskování identity
Uživatel se může rozhodnout spoofnout svoji MAC adresu z důvodu ochrany soukromí, takové činnosti se říká maskování identity. Jedním z mnoha důvodů takové činnosti může být například připojení do Wi-Fi sítě, kde se MAC adresa nešifruje. Ani zabezpečení metodou IEEE 802.11i-2004 nezabraňuje Wi-Fi síti v rozesílání MAC adres. Proto, z důvodu zamezení sledování, se může uživatel rozhodnout, spoofnout MAC adresu svého zařízení. Nicméně, crackeři používají stejnou metodu pro skrytí své identity při pohybu v síti. Některé sítě používají filtrování MAC adres pro zamezení přístupu. Crackeři mohou použít MAC spoofing, aby získali přístup k určitým sítím a způsobili zde škodu. Díky MAC spoofingu odsouvají zodpovědnost za jakoukoliv nelegální činnost na běžné uživatele. Toto může mít za následek nezjištění pachatele.

## Kontroverze
I když spoofovaní MAC adresy není nelegální, praktikování této činnosti způsobilo kontroverzi v několika případech. V roce 2012 při žalobě Aarona Swartze, který byl obviněn z nelegálního přístupu k souborům na JSTOR, žaloba tvrdila, že bylo jeho úmyslem spáchat zločin, jelikož použil MAC spoofing. V červnu roku 2014 ohlásil Apple, že budoucí verze jejich iOS platformy budou náhodně měnit MAC adresy pro všechna připojení k Wi-Fi sítím. Tím ztíží poskytovatelům internetového připojení možnost sledovat aktivitu uživatelů a zjistit jejich identitu, čímž způsobil oživení argumentů, ohledně morálních a legálních stránek MAC spoofingu na blozích a v novinách.

## Efekt
Na rozdíl od IP spoofingu, kde odesílatel spoofuje svoji IP adresu, aby způsobil odeslání odpovědi někam jinam, u spoofování MAC adresy je odpověď přijata u odesílatele (speciální 'bezpečné' switch konfigurace mohou zabránit příchodu odpovědi nebo zabránit odeslání spoofnutého framu). Nicméně, spoofování MAC adresy je omezeno na lokální broadcastovou doménu.